# Гутенмахер Лев Ізраїльович
Ле́в Ізра́їльович Гутенма́хер (1908—1981) — фахівець в царині аналогової техніки, доктор технічних наук (1940), професор (1943), лауреат Сталінської премії (1948) та Державної премії СРСР (1962).

## Життєпис
Народився 1908 року у Тарутиному сучасної Одеської області. Батько працював нікелювальником, помер 1920 року. Рано став сиротою, був безпритульним, виховувався в інтернаті. Працював столяром на меблевій фабриці, як передовика його скерували на навчання.
В 1931 закінчив Новочеркаський політехнічний інститут, там же пройшов аспірантуру, 1934 року захистив кандидатську дисертацію. До 1938 року викладав в інституті.
Протягом 1938—1962 років очолював лабораторію електричного моделювання АН СРСР у Москві, одночасно викладав в Московському енергетичному інституті.
1940 року присвоєне звання доктора технічних наук (без захисту дисертації), від 1943 — професор.
В часи нацистсько-радянської війни під його керівництвом були розроблені ПУАЗО (прилади управління автоматичним зенітним вогнем), а в 1945—1946 роках — перші електронні аналогові обчислювальні машини (АВМ) із повторенням рішення.
1946 року відзначений Сталінською премією, 1962-го — Державною премією СРСР.
Від 1962-го працював у ВНДІ природних газів. З 1969 року — професор кафедри обчислювальних машин та автоматики й телемеханіки Одеського політехнічного інституту.
У часи роботи в Москві:
- розробляв питання електричного моделювання фізичних явищ як швидкісного методу дослідження та розрахунку в інженерній справі
- створив електроінтегратор для розв'язування диференціальних рівнянь у часткових похідних еліптичного та параболічного типу
- створив новий моделювальний прилад «ЕЛІ6», призначений для випробування апаратури автоматичного керування.

Запропонував конструкцію ЕОМ на розроблених у його лабораторії безлампових елементах — електромагнітних безконтактних реле, однак внаслідок низки об'єктивних та суб'єктивних причин (зокрема, рішення створювати ЕОМ на електронних лампах, а не на елементах Гутенмахера, також через технічну недосконалість останніх) ідея не набула поширення. Однак вона стала певним етапом у розвитку обчислювальної техніки. Ідея запису інформації виявилася помилковою, проте стимулювала подальші дослідження в напрямі прикладної семіотики.
Серед робіт:
- «Синхронізаційні пристрої електричних станцій», 1938
- «Електричне моделювання: електроінтегратор», 1943
- «Електричні моделі та їх використання в техніці та фізиці», 1946
- «Електричні моделі», 1949
- «Керівництво з електронно-лампових інтегралів зразка ЕЛІ», 1952
- «Електричне моделювання деяких процесів розумової праці», 1957
- «Асоціативні запам'ятовуючі пристрої», 1957
- «Електронні інформаційно-логічні машини», 1960, 1962
- «Імпульсне електромоделювання», 1982.

Проживав в Одесі на розі Рішельєвської та Дерибасівської вулиць.
Його син, Віктор Львович Гутенмахер (* 1943) — математик, автор праць в напрямі функціонального аналізу.